# باري سميث (لاعب كرة قدم مواليد 1934)
باري سميث (بالإنجليزية: Barry Smith)‏ هو لاعب كرة قدم بريطاني في مركز الهجوم، ولد في 15 أبريل 1934 في South Kirkby ‏ في المملكة المتحدة، وتوفي في 2007. لعب مع أكسفورد يونايتد وأولدهام أثلتيك وبانغور سيتي وستوكبورت كونتي وليدز يونايتد ونادي أكرينغتون ستانلي ونادي برادفورد بارك أفنيو ونادي ريكسهام ونادي ساوثبورت.